# クライシス コア ファイナルファンタジーVII
『クライシス コア -ファイナルファンタジーVII-』（クライシス コア ファイナルファンタジーセブン、CRISIS CORE -FINAL FANTASY VII-、略称: CC FFVII、CC FF7）は、2007年9月13日にスクウェア・エニックスより発売されたPlayStation Portable（PSP）専用アクションRPG。キャッチコピーは「男たちは己の悲運より、友のために涙を流した。」、「夢を抱きしめろ、そしてどんな時でもソルジャーの誇りは手放すな。」。

## 概要
『ファイナルファンタジーVII アドベントチルドレン』（以下、『FFVII AC』）、『ビフォア クライシス ファイナルファンタジーVII』（以下、『BC FFVII』）、『ダージュ オブ ケルベロス ファイナルファンタジーVII』（以下、『DC FFVII』）、と同じ『ファイナルファンタジーVII』（以下、『FFVII』）の外伝的作品「コンピレーション・オブ・ファイナルファンタジーVII」の第4弾。
ザックスを主人公としたスピンオフ作品。時間軸は携帯アプリ『BC FFVII』の前後から、『FFVII』の直前までの出来事を描いている。元々は携帯アプリの『BC FFVII』のリメイク作品か延長線上の作品を作るという小さなプロジェクトを想定していたが、ザックスを主人公とした『CC FFVII』の製作プロジェクトになった。
全世界では、約319万本という売り上げを達した。
日本では、2010年12月末現在で廉価版を含め約85万本を販売し、日本のPSPソフトとしては『モンスターハンター』シリーズに続く売り上げとなった。2009年12月に同ファイナルファンタジーシリーズの『ディシディア ファイナルファンタジー』が上回ったため、現在は歴代6位である。

### 商品展開
PSP-2000同梱版「CRISIS CORE -FINAL FANTASY VII- FFVII 10th Anniversary Limited」が77,777セット限定で発売され、PSP-2000単体（9月20日発売）より1週間早く発売。
本体はシルバーとブラックを基調とし、キャラクターが刻印されたオリジナルのデザイン。
また、ゲームプレイ中に登場するバスターソードをかたどったストラップも同梱された。
2009年7月30日には廉価版「アルティメットヒッツ」シリーズの1つとして再発売された。
ダウンロード版の配信や別プラットフォームへの移植はおこなわれていなかったため、PSP本体とゲームソフト(UMD)がないとプレイができなかった。そのためCC FFVIIのストーリーや登場人物を知る事が難しかったが、2021年2月26日にCC FFVII含むコンピレーションシリーズが章立てで配信される「FINAL FANTASY VII EVER CRISIS」が発表された。

### HDリマスター版
2022年6月17日配信の「ファイナルファンタジーVII 25th アニバーサリーセレブレーション」にてHDリマスター版となる『クライシス コア -ファイナルファンタジーVII- リユニオン』（CRISIS CORE -FINAL FANTASY VII- REUNION）が発表され、2022年12月13日に発売された。対応プラットフォームはPlayStation 5・PlayStation 4・Nintendo Switch・Xbox Series X/S・Xbox One・PC（Steam）。
・グラフィックのHD
・全ての3Dモデルの一新
・フルボイスへの対応
・楽曲のアレンジ
・システムの最適化
・『D.M.Wの技』の発動が任意
・『スキルパワーゲージシステム』の追加
・『バスターソードの熟練度』の追加
・新アクション『構え』の追加
・マテリアが各種ボタンに割り振り
・ゲームオーバー時にはバトル開始時や直前のセーブポイントからやり直せる
・ザックスのアクションがオリジナル版より早くなっている
・『ハードモード』の追加（敵HPがノーマルの4～5倍）
・『ムービースキップ』の追加
・デザインはFF7Rに準拠する
・ストーリーに変更は無い

## システム
「ソルジャーの戦闘」がテーマになっており、コマンドを主体としたアクティブ・タイム・バトル(ATB)にアクション要素を加えたものになっている。
マテリアシステム
「魔法マテリア（緑、MPを消費）」、「アビリティマテリア（黄、APを消費）」、「ステータス上昇系マテリア（紫）」、「特殊系マテリア（青）」の4つに分類される。装備数はスタート時は4個で、最大6個まで装備できるようになる。マテリアを合成して新たなマテリアを作ることができる。一般的なマテリアは通常メニューにあるショップから購入できる他、貴重なマテリアなどはミッションに挑戦したり合成などを行って入手する。100種類以上のマテリアが存在する。マテリアの所持数には制限があり、限度を超えて入手したマテリアは破棄されてしまうので注意が必要となる。
デジタル・マインド・ウェーブ(D.M.W)
戦闘中に3つある2種類のリール（キャラクターと数字）が回転し、揃った目によって様々な効果が現れる。通常のスロットシステムと決定的に異なるのは目押しが一切できず、ランダムに揃うようになっていることである。現れる効果としては「リミット技が発動する」、「マテリアのレベルが上がる」、「MPを消費せずに魔法を使える」、「レベルアップする」などがある。またレベルアップは、裏では経験値が溜まっているが目に見えず、運の要素もあるため強くなりにくい部分が少々ある。また、リーチがかかると絵柄にちなんだザックスの想い出のムービーが流れることもあり、D.M.Wでしか見られないエピソードもある。どのキャラクターが出現するかは、ザックスの精神状態やバトルの状況、装備しているマテリアなどによって確率が変動する。また、リールはSPを消費して回転するため、SPが0になるとリールは停止する。なお、スタッフの野村哲也はこのシステムについて、「パチンコを参考にした」と語る。また、エンディング前のバトルではD.M.Wに変化が起こる演出がある。
SP（ソルジャー・ポイント）
モンスターを倒したり、マテリアを変換することで入手出来るポイント。基本的な役割は上述の通りだが、SPを消費することでマテリアの合成を行えたり、攻撃力や防御力を高めることが出来るため、単にストーリーを進める上では非常に存在感が薄いが、難易度の高いミッションを攻略する上では重要な役割を果たしてくる。ステータスアップのマテリア合成を行う際大量のSPを消費するため、ステータス強化を行うためには積極的にマテリアを変換する必要性が出てくる。
召喚獣
トンベリ、サボテンダー、チョコボ、モーグリ、ケット・シー、マジックポット、イフリート、バハムート、バハムート烈、オーディン、フェニックスが召喚できる。ただし、トンベリ、サボテンダー、チョコボ、モーグリ、ケット・シー、マジックポットのレールと、イフリート、バハムート、バハムート烈、オーディン、フェニックスのレールは別であり、ミッションをクリアして召喚用のアイテム（前者は関連アイテム、後者は召喚マテリア）を入手しない限り召喚は出来ない。召喚は通常のレールでリーチがかかった時に召喚用のレールに移行し、DMWによってランダムに決められる。また、特定の召喚獣（正確に記すと、リミット技）を出しやすくするマテリアも存在する。
ミッション
本編とは別に、特定のミッションをこなしていくことで多数のマテリアやアイテムを入手できる。ミッションの数は300あり、ザックスの携帯電話にEメール形式で届いたり、NPCに話しかけることで発生するが、神羅カンパニーとは無関係の人物からの依頼もある。セーブポイントからいつでも挑戦することができ、それぞれ難易度が表示されている。ステージは草原・神羅ビル・無人島・荒野・スラム(ミッドガル)・炭鉱・洞窟・海底洞窟・運搬船に分類される。全ミッションを達してもエンディングに影響はないが、難易度が上がるにつれて強力な強化アイテムが手に入るようになる。また、ミッション終盤はステータス強化を行っていることが前提の難易度設定がされており、最終的にはHPが10,000,000という強敵も出現する。
2周目
クリア後、一部のアイテムなどをのぞき、レベルや多くのアイテム・マテリアなどを引き継いだ状態でストーリーを進めることができる（※ミッションは引き継がれない）。二周目クリア後も三周目、四周目とゲームを繰り返しできる。
バグ
本作において、ザックスがロングソードを装備している時期にミッション「君臨する神」を実行すると、そのミッション中のみバスターソードを装備し、髪型も変更される。ミッションを終了させると元の状態に戻る。また1stに昇格したあとに宝条の実験に参加すると服装が2ndのものに変化し、終了すれば元に戻る。

## 登場人物
ザックス・フェア (Zack Fair)
声 - 鈴村健一
本作の主人公。身長は18歳の時点で185cm。セフィロスに憧れ彼のような英雄になることを夢見てゴンガガを家出同然で飛び出し、2ndとして採用される。後にクラス1stへ昇格する。物語序盤はバスターソードではなくロングソードを使い戦う。
ニブルヘイムの事件後神羅により殉職と発表されるが、裏ではクラウドと共に宝条博士のセフィロスコピー実験を施されていた。4年後に目覚め逃亡。アンジールの願いだったジェネシスを倒し改心させる事に成功。その後ミッドガルに向かい待ちかまえていた神羅兵の大軍に無謀な突進を試み、致命傷を負う。直後、わずかに自我を取り戻したクラウドにバスターソードを手渡し、「自分の分まで生きろ」と言い残し星へ還った。
コスタ・デル・ソルではグレーのサーフパンツでシスネと休暇を過ごす一面が見られる。
この時点でニブルヘイム事件から5年経過している。エアリスの手紙（89通目）が書かれたのは事件の4年後のことであり、結果的に1年越しでザックスの元に届いたことになる。またエアリスからザックスへの88通の手紙はツォンが預かっている。これらの手紙を預かって1年が経過していることは、レノの「不良郵便屋　一年越しの仕事だぞ と」という台詞でも確認できる。
セフィロス (Sephiroth)
声 - 森川智之
「ジェノバ・プロジェクトS」によって生み出された純粋S細胞の持ち主にして、最強のソルジャー・クラス1st。彼に憧れる少年達が世界中におり、ザックスやクラウドも同様にいずれセフィロスのようなりたいと願いそれぞれの村を後にした。ニブルヘイム事件で自身の出生の秘密を知り村民を殺害し村を焼失させた。それに憤慨したクラウドによってライフストリームに落とされる。
アンジール、ジェネシスとは親友であり、彼らにのみ普段は他人に見せない本音を明かすこともあったらしい。
アンジール・ヒューレー (Angeal Hewley)
声 - 井上和彦
ソルジャー・クラス1st。ジェネシスとは親友であり、幼馴染でもある。軍務の人間らしからぬ理想論者で抽象的な言動が多いが後輩達からの信頼は厚いようだ。夢を持つこととソルジャーの誇りを胸に刻んでおり、この思いはザックスへと受け継がれる。ウータイでの任務を境に忽然と姿を消す。愛剣として『FFVII』でクラウドが愛用していたバスターソードを持っているが、これは父親が死ぬまで苦労してアンジールに買い与えたものであるため「まじない用」「刃こぼれが勿体無い」と言いほとんど使わない。これは後にザックスの手を経てクラウドへ渡り、『FFVII AC』ではザックスの墓標となる。白い片翼を右にもっている。当初はクラウドを模した容貌になる予定だったようだが、野村の判断でファミ通のインタビューにて三国志の「関羽」をモデルにしたと語られた。名前の由来は天使を意味する「Angel」の読み方を変えたものである。また、作中で使われる彼の技名はキリスト教の「七つの大罪」に由来している。
「プロジェクトG」の実験の一環として、ジェノバ細胞を持つ母ジリアンの胎内で細胞分裂を繰り返した末に誕生した。彼の細胞は「双方向コピー」という、かつてジェノバが古代種を滅ぼそうとした物と同一の能力を受け継いでおり、他者の細胞を取り込みそれを分け与える特性を持つ。自分のその能力に苦悩しつつもジェネシスの動向を探るために行動し、最終的にザックスにジェネシスと自分の始末を任せて、彼に夢と誇りと共にバスターソードを託し死亡。
ジェネシス・ラプソードス (Genesis Rhapsodos)
声 - Gackt
ソルジャー・クラス1st。アンジールとは親友であり幼馴染。セフィロスに強い対抗意識を抱いている。『DC FFVII』で隠しキャラクターとして登場する「G」の正体。叙事詩「LOVELESS」を好む。愛剣は赤いレイピア。黒い片翼を左にもっている。ウータイでの戦役中、多くの兵器とソルジャークラス2nd, 3rdとともに姿を消し、神羅に追われる身となる。その後、大量のジェネシス・コピーがザックスたちの前に立ちはだかる。なお、劇中で着用している衣装は『DC FFVII』で着用している物とは多少異なっている（コート背面左側が『DC FFVII』では黒の格子状になっていた物が本作では普通のコートになっている）。名前の由来はラテン語で「創世主」などを意味する「Genesis」。
「プロジェクトG」によって生み出された存在。アンジールの母ジリアンの細胞を胎児期に移植され誕生したのがジェネシスである。アンジールと同様に双方向コピーの能力を持つが、それ故に彼の肉体に「劣化」が生じた。劣化を止めるために「LOVELESS」に記された「女神の贈り物」を求める。ニブルヘイム事件以降は4年間劣化が停止し後ザックスの前に立ちはだかった後に再発、後の一年弱で急激に劣化する。劣化が治まった後もなお、ザックスに自分を始末（今の自分を倒させ、ソルジャーの誇りを取り戻させる為）させるよう戦いを挑み、決着が付いた後、セフィロスの細胞を持つザックスが故郷のリンゴを食べたのを見て「夢が叶った」と穏やかな表情で眠りに付いた。
その後、神羅ソルジャーのヴァイスとネロによって回収される。その後、ジェネシスはヴァイス達DGの仲間への勧誘を断り、世界に危機が訪れた時に備えて地底の水牢に自らを封印した。すでに発売済みのDCでは彼の存在からDGが人体実験施設=DGソルジャーを作る機関となりジェノバが関与していないヴァイスはじめDGソルジャーはG因子を保有している設定だったが、CCではDGが人体実験施設化した頃はGは失敗作とされバノーラ村に隔離されている。
クラウド・ストライフ (Cloud Strife)
声 - 櫻井孝宏
セフィロスに憧れて大都市ミッドガルへと来た少年。しかし、ソルジャーとしての素養がなかったことから一般兵に配属される。社交的な方ではないが、素直でやや鈍感な性格。ザックスとはモデオヘイムの任務で同行したことをきっかけに知り合った。セフィロスを倒した後、宝条の実験（ジェノバ・プロジェクトS）によって魔晄中毒となり廃人となり、さらに純粋S細胞の持ち主にさせられ自身の劣化を直す為の存在としてホランダーに狙われる。ザックスの死の直前に自我を取り戻し、バスターソードを受け取る。
エアリス・ゲインズブール (Aerith Gainsborough)
声 - 坂本真綾
ミッドガルのスラムの教会で花を育てている。今作の衣装は白色のキャミソールワンピースである。古代種の末裔として神羅の監視下にあるが行動はほとんど制限されていない。古代種の力をもち普通の人間とは異なることに悩んでおり、明るく前向きながらも空を怖がるなど内向的な一面が見られる。神羅が両親を奪い自分を束縛する存在であることはザックスには告げていない。アルティマニアによると、『FFVII』においての悪評を受けてエアリスを弁護するため、デート一回の台詞をザックスの台詞にしたことがわかる。
余談だが、本作で彼女がザックスと初めて出会う場面は、「FFVII」本編でクラウドと教会で出会う場面と描写が同じである。
ラザード (Lazard)
声 - 森田順平
ソルジャー統括。本作の時点では「ソルジャー」は治安維持部門とは別の管轄であった。
神羅カンパニーに復讐を目的として入社。驚異的な早さで出世したが、ソルジャー部門統括という地位を活かして裏でホランダーに手を貸し復讐しようとしていた。スラム街の女性が話す内容から、彼はプレジデント神羅とその愛人の子であり、ルーファウスとは異母兄弟であることがうかがえる。つまり、彼の復讐とは自分と母を捨てたプレジデント、ひいては神羅へのものである。しかし、ザックスたちの働きによってホランダーが逃亡したため、ホランダーと組んでいたことが発覚するのも時間の問題だと考え、神羅を去る（会社からは殉職を発表される）。その後、ホランダーをジュノンから連れ出した。ホランダーによってアンジールの細胞を植え付けられ、劣化したアンジール・コピーとなってザックスの前に現れた。コピーとなった事でアンジールの想いを受け継ぎ世界を救済することを決心する。そしてザックスと共にジェネシスがバノーラにいることを突き止め、ザックスがジェネシスに挑む間クラウドを神羅兵からアンジールコピーと共に守り通し、劣化により死亡し消滅した。
宝条 (Hojo)
声 - 野沢那智（PSP版）→ 千葉繁（リユニオン）
神羅カンパニー科学部門統括。ミッションにおいて、殉職したソルジャーの細胞を採取してコピーを造り、実験サンプルとしてソルジャーと戦わせる狂気の科学者。自身の研究権威や研究結果にしか興味を示さず、他人に対しては「実験サンプル」程度にしか思っていない。セフィロスの実父だがセフィロスにはこのことを知らされていない。
ホランダー (Hollander)
声 - 大和田伸也
神羅カンパニーの科学者。ガスト博士死亡後の後任争いで敗れたため宝条や神羅に恨みを持っていた。神羅から研究資材を盗んで逃亡し、ジェネシスやアンジールを利用して神羅への復讐を企む。その後、ジェネシスに始末されかけた時に彼の細胞を取り込み身を守ったが劣化が生じ、それを治す為にクラウドを付けねらうが、ザックスに倒される。アンジールの実父であるが、それを知ったアンジールからは養父の方だけが父だと拒絶されている。
ツォン (Tseng)
声 - 諏訪部順一
神羅カンパニー総務部調査課（通称、タークス）のリーダー的存在。
レノ (Reno)
声 - 藤原啓治（リユニオンではライブラリ出演）
タークスの一員。赤髪で、「〜だぞ、と」という口癖がある。冷静沈着。
ルード (Rude)
声 - 楠大典
タークスの一員。スキンヘッドで大柄の男。寡黙でタークス一のパワーを誇る。
シスネ (Cissnei)
声 - 中田あすみ
史上最年少でタークス入りした女性。ウータイ出身のため、ユフィと同様に手裏剣を扱う。『BC FFVII』ではプレイヤーキャラクターの一人として登場している。ジェネシスの翼を見た際に子供の頃に抱いていた翼に対する「自由への憧れ」をザックスに語った。ザックス、クラウド追跡の任につくがツォンから対象が彼らと知らされなかったようだ。「シスネ」とは本名ではなく、ザックスにはいずれ教えようと思っていた（『BC FFVII』でプレイヤーが決める名前が本名となる）。
ザックスのFCにも参加している。メテオ襲来時に『BC FFVII』の主人公他7人と、ヴェルドと共にミッドガルの避難作戦に参加する。
コスタ・デル・ソルでは黄色のビキニとボックスタイプのショーツの組み合わせでザックスと休暇を過ごす一面が見られる。
ユフィ・キサラギ (Yuffie Kisaragi)
声 - 境葵乃（リユニオン）
ウータイ国の少女。当時9歳。送ってくるEメールでは「美人お宝ハンター」や正体がばれているにもかかわらず「匿名」を名乗る。ウータイ復興の為、巧妙にザックスを使ってお宝を手に入れようとするが、彼の意図せぬままに幾度と無く泣かされ（ウソ泣きの可能性が高い）、逆ギレすることさえあった。
ティファ・ロックハート (Tifa Lockhart)
声 - 伊藤歩（リユニオン）
ニブルヘイムの少女。15歳。ニブル魔晄炉の調査に訪れたザックス達のガイド役を務める。魔晄炉に向かう前ザックス、セフィロスと記念写真を撮る。神羅兵として同行したクラウドの正体に気付いていない。魔晄炉でセフィロスに瀕死の重傷を負わされ、その後格闘の師であるザンガンに怪我の治療のためミッドガルに連れられ一命を取りとめ、5年後ミッドガルに流れ着いたクラウドと再会を果たす。
カンセル (Kunsel)
声 - 北沢力
ソルジャー・クラス2nd。ザックスの友人。アンジールに憧れている。今作の解説的立場を兼ねているため情報通であり神羅の裏情報について様々なアドバイスをしてくれる。ニブルヘイム脱走後ザックスが追われている間は年月経過等核心に触れない程度の内容のメールを送ってくる。
ルクシーレ (Luxiere)
ソルジャー・クラス2nd。ザックスを尊敬している素振りを見せるが、今作のソルジャーの昇進は推薦制である為ザックスを利用して出世をしようとしている節が多く見られる。
ジリアン・ヒューレー (Gillian Hewley)
声 - 池田昌子
アンジールの母親。無人と化したバノーラ村で唯一生き残っていた。ジェネシスやアンジールの秘密について深く関係している。また、神羅で行われていた「プロジェクトG」の「G」とは、ジリアンの略である。過去に神羅の科学部門に勤めていた経歴を持ち、その過程でプロジェクトGに協力していた。アンジールが生まれて間もない頃に自分達の過ちに気付き神羅を離れるも捕まってしまい、アンジール共々バノーラに軟禁される事となった（アンジール自身はその事は知らなかった）。ジェネシスがバノーラを攻めた際に劣化の治療法を聞きだすために生かされていたが、ザックスが駆けつける直前に自らの命を絶った（この時ザックスはアンジールが彼女を殺したと誤解している）。死ねない体であるルクレツィアと違って自殺できたのは、ジェノバ細胞の加工法の違いによるものである。
ヴァイス (Vice)
声 - 中田譲治
DGソルジャー・ツヴィエート。終盤でジェネシスを回収する。
ネロ (Nero)
声 - 置鮎龍太郎
DGソルジャー・ツヴィエート。ヴァイスと共にジェネシスを回収する。
ミネルヴァ (Minerva)
ミッション「君臨する神」に登場する謎の女性。決着をつけたジェネシスの前にも姿を現した。
一見すれば「LOVELESS」に登場する女神の正体と思われたが、実際は召喚獣に近い存在であり、その意思はライフストリーム（星）と同調している。ジェネシスの前に現れたのは「ジェネシスがソルジャーの役目を全うしていない」と伝えるためとされている。本来ソルジャーは企業私設の武力部門に所属し、神羅の利潤の為に戦力を行使する兵士の事であるが、ミネルヴァが伝えた「ソルジャーの役目」とは下記のアンジールの独自解釈するソルジャーと同義と思われる。

## 作中用語
神羅カンパニー
大都市ミッドガルの中心に位置する巨大企業。世界を統治するほどの経済力、軍事力などを誇る。表向きは人々の豊かさの象徴のように振舞うが、裏では利益のために非道な行為も辞さないなどの専制政治を行っている。
魔晄（ライフストリーム）
神羅カンパニーが発見したエネルギー資源。星の生命の流れであるライフストリームを「魔晄炉」という施設で汲み上げて資源用に生成する事で、都市電力の供給の他、様々な用途に使用する事ができる。一度使用された魔晄はそのまま星に帰る事なく消費され、結果的に星の命そのものを削る行為にも繋がるので、神羅は魔晄の特性を知る星命学者や反神羅組織から批判され、様々なテロ行為を受けている。ウータイ戦役の発端も、神羅とウータイとの魔晄炉建設における対立が原因であったが終結後の本編ウータイに魔晄炉は建設されていない。
ソルジャー
神羅によってジェノバ細胞を埋め込まれ、魔晄を照射されたエリート兵。驚異的な能力と強さを得られる半面、精神面に影響をきたす場合もあり、そのショックに耐えられた者だけがソルジャーになることができる。能力によって階級が1st・2nd・3rdに分けられており、最上位の1stは数えるほどしかいない。服の色は1stが黒、2ndが紫紺、3rdが青となっている。ランクアップは他者の推薦がないと難しく本作では昇進後のザックスとアンジール、ジェネシス、セフィロス以外の1stは全く登場していない。しばしば兵士がソルジャーをライバル視しているかのような描写をはさんでいるが、頻繁に共同で任務につく協力体制にあるのでこの点には違和感が残る。統括はラザード。神羅カンパニーという企業の方針に従い時には武力弾圧、侵略等を行う立場であるにもかかわらずアンジールはソルジャーを「世を苦しめる者と戦う戦士」と認識をしており、ザックスもそれに悩む場面が見られる。
バスターソード
本編ではクラウドの初期装備となっている巨大な片刃剣。本作序盤での所有者はアンジール。後にザックスの手に渡り、最終的にクラウドに託される。
英雄
一般的な意味もあるが、作中では主にセフィロスの事を指す。ザックス、クラウドなど多くの青年がセフィロスのような英雄を目標としていた。
LOVELESS
ミッドガルで毎年夏に上演される芝居。シドがパイロットの面接を受けに来た際に見ており、決戦前に自分の気持ちと重ね合わせて語る。今作では古来より伝わる叙事詩。全5章構成であるが最終章は欠落。ミッドガル八番街にはLOVELESS通りと呼ばれる場所があり、そこでミュージカルも上演されている。ジェネシスも愛読しておりこの叙事詩の研究を日課としている。本編と『FFVII AC』でも看板が見られる。
女神の贈り物
LOVELESSに記された最大のキーワード。様々な解釈がなされているが本質は不明。ジェネシスは己の劣化を治すためにこの女神の贈り物を捜し求めていた。
花売りワゴン
本作中のイベントで作られる。
古代種
「セトラ」とも呼ばれる、星と対話し星を育てる能力を持つ種族。エアリスは純血種を母に持つハーフである。
詳細は古代種を参照。
ジェノバ
北の大空洞の地層で発見された未知の生命体。
詳細はジェノバを参照。
ジェノバ・プロジェクト（プロジェクトG・プロジェクトS）
古代種の能力を持つ人間を作り出すを目的に23年前にガスト博士が始めたプロジェクト。後に間違いが判明し実験結果の恐れから失踪したガストの後を引き継いだのが宝条である。しかし今作では本編と異なり、プロジェクトが二種類存在している。二つの実験の違いは胎児期に移植するジェノバ細胞の加工法にあり、それによってそれぞれ細胞を移植された胎児と母体に見られる能力や身体の変化に差異がある。アンジールとジェネシスを生み出した「プロジェクトG（ジリアン）」はホランダーが発案した実験であり、当時の二人にはコピー能力の発生が見られなかったため、この研究は失敗と見なされ破棄された。後にセフィロスを生み出した「プロジェクトS（セフィロス）」はプロジェクトGを参考に宝条が行った実験である。
G系ソルジャー
アンジールとジェネシスを含める、プロジェクトGによって生み出された存在の総称。二人の他にもG系ソルジャーが存在していたが、その多くが誕生直後に後述の身体異常のせいで消滅したと思われ、最終的に生き残ったのはアンジールとジェネシスだけとなった。
双方向コピー
アンジールとジェネシスの細胞が持つ、他者を取り込みそれを分け与える特性。
ジェネシス・コピー、アンジール・コピー
細胞を移植させられ、その能力を受け継いだモンスター又はソルジャーのことを表す。意志の弱い者であれば自我すらも失い、本体の意のままの存在となるという点を含めれば本編に登場する「セフィロス・コピー」と多少類似しているが、この場合は能力を受け継ぐと同時に外見、あるいは身体の一部までもが限りなく本体に近く変化し、また本体に劣化が生じればそれに連動してコピー達も劣化する。
劣化
体内のジェノバ細胞の情報がコピー能力の暴走などによって拡散することで起こる身体異常。主な症状として肌や骨格が朽ちていき、治癒能力や知能が低下するなど、時間と共にその状態が外見に現れていく。「プロジェクトG」の持つ欠陥であり、それにより誕生したアンジールとジェネシスと彼らの細胞を埋め込まれたコピー達に発生する。そのため「プロジェクトS」により誕生したセフィロスには発生しない。
バノーラ村
ジェネシスとアンジールの故郷。地下には自然が生み出した様々な神秘が存在している。バカリンゴの生産と神羅の資金援助で成り立っている。元は魔晄採掘現場の一つだったが、作業中に巨大な物体が偶然発見されたために急遽採掘を中断した。この物体は『FFVII』シリーズに複数登場する「ウェポン」の一体であり（本作でもその姿を確認できる）、当時の神羅はウェポンの存在を知らず、この発見された物体の解明も出来なかったため、作業を完全に中止。魔晄採掘の隠蔽をするためにバノーラ村を建設し、一般に公開した。神羅を脱走しようとしたジリアンとアンジールをこの場所に軟禁し、生まれて間もないジェネシスを神羅関係者である地主夫婦に養子に出すなど、プロジェクトG関係者の軟禁場所としても秘密裏に利用されていた。
バカリンゴ
学名「バノーラ・ホワイト」。バノーラの特殊な土壌にのみ生成されるリンゴで、一年中実を付けることから、村人たちから愛着を込めてそう呼ばれている。少年時代のジェネシスが考案したバノーラホワイトジュースはコンテストで賞を取っており、ジェネシスはこのリンゴに愛着を持っている。
モデオヘイム
アイシクルロッジの近くにあり、魔晄試験採掘施設がある。以前は魔晄炉の建設予定地でもあったが、何らかの原因で魔晄炉建設が中止になり、廃村となった村。
タークス
神羅カンパニー総務部調査課。通称[タークス]。主に機密情報の取り扱いや不祥事の隠蔽工作など、神羅の裏仕事を請け負う。『FFVII』本編での主任はツォンだがこの時期の主任はBCに登場したヴェルドが勤めている。
片翼
GまたはS細胞が発現した者に現れる翼。セフィロス・ジェネシスは黒、アンジールは白である（ただし、VII本編におけるセーファ・セフィロスは白い片翼）。またコピーの翼の色はコピー元の翼の色になる。セフィロスとアンジールは右側に片翼を持ち、ジェネシスは左側に片翼を持っている。翼の色と位置はそれぞれの心境や立場を表しているという。またセフィロスの片翼は正常な形状なのに対しアンジールの片翼には小さな翼が同化しており、ジェネシスの片翼は通常より関節部位が多く異常に巨大な奇形の翼となっている。
また、キングダム ハーツではクラウドの背中にも蝙蝠状の片翼が生えている。

## 主要スタッフ
- ディレクター - 田畑端
- キャラクターデザイン - 野村哲也
- シナリオ - 野島一成
- コンポーザー - 石元丈晴、植松伸夫（石元編曲）
- エグゼクティブプロデューサー - 北瀬佳範

## 主題歌
- 「Why」
  - 歌 - 絢香

## 関連商品

### 音楽
クライシス コア -ファイナルファンタジーVII- オリジナル・サウンドトラック

### 書籍
クライシス コア ファイナルファンタジーVII―Soldier’s Combat Manual
クライシスコア-ファイナルファンタジーVII-アルティマニア
クライシスコア ファイナルファンタジー7　ザ・コンプリートガイド　インクルーズ　ストーリー＆ビジュアルアーカイブ

### フィギュア
プレイアーツ
プレイアーツ ザックス・フェア
プレイアーツ エアリス・ゲインズブール
プレイアーツ クラウド・ストライフ
プレイアーツ改
プレイアーツ改 ザックス
プレイアーツ改 エアリス